# Venus Projekt
A Venus Projekt (angolul: The Venus Project) egy amerikai szervezet, amely támogatja és hirdeti az amerikai jövőkutató Jacque Fresco elképzelését a jövőről, amely egy globálisan fenntartható társadalmi rendszert vázol fel. Az "erőforrás-alapú gazdaságnak" nevezett rendszer magába foglalja a fenntartható városokat és értékeket, a hatékony energiafelhasználást, a kollektív gazdálkodást, a természeti erőforrásokkal való gazdálkodást és a fejlett gépesítést (automatizáció). Az elképzelések szerint a rendszer az egész emberiség számára hajt hasznot.
A szervezet a floridai Venus kommunától kölcsönözte nevét. Kutató központja ezen a 8,5 hektáros területen található az Okeechobee-tó közelében. A központban tíz olyan Fresco által tervezett épület áll, amelyek tükrözik a projekt építészeti világát. 2006-ban bemutatásra került egy film Jacque Fresco életéről és munkásságáról Future by Design címmel.
A projekt mellett párhuzamosan fut a Zeitgeist-mozgalom, amely a Venus Projekt aktivista vonulatát képviseli, lehetővé téve a tagok számára a mozgalmon belüli eszmecserét és a közös munkát.

## Története
A Venus Projektet 1975-ben indította el Jacque Fresco és a korábbi portré festő, Roxanne Meadows. Kutatóközpontja egy magánkézben lévő területen áll, dóm alakú épületekből, ahol könyveket és filmeket készítenek az elképzeléseik bemutatásához. Fresco hatalmas mennyiségben készített arányos maketteket a terveiről.
A projekt két részből áll: a "Future by Design" nonprofit cég és a gazdasági "Venus Project Inc./Global Cybervisions Inc".
A projekt eredeti meglátása az, hogy a szegénységet a technológiai fejlődés elfojtása okozza, amelyet a profitorientált gazdasági rendszer idéz elő. Fresco elmélete szerint, ha a technológiai fejlesztéseket a nyereségességtől függetlenül végeznék, akkor több erőforrás állna rendelkezésre több ember számára, ami csökkentené a korrupciót és a kapzsiságot, így az emberek nagyobb valószínűség szerint segítenének egymásnak. Fresco ellenzi a pénzalapú gazdaságot, ami helyett az erőforrás-alapú gazdaságot képzeli el.

## Az elmélet
Fresco szerint a szegénységet, a bűnözést, a korrupciót és a háborút a mai világ profitorientált gazdasági rendszeréből fakadó hiány okozza. Érvelése szerint a profit-motívum elfojtja a társadalmilag megtérülő technológia fejlődését. A 2017-ben, 101 éves korában elhunyt Fresco azt állította, hogy ha a technológiai fejlesztéseket a haszonszerzéstől függetlenül végeznék, akkor több erőforrás jutna el több emberhez, mivel bőségesen termelhetővé válnának a termékek. Az erőforrások ezen újszerű bősége lecsökkentené a megszokott emberi individualizmust, a korrupciót és a kapzsiságot, és amit felváltana az, hogy az emberek segítenének egymásnak. Fresco hite szerint lehetővé vált, hogy elérjünk egy olyan társadalmat, amelyben az emberek "hosszabb, egészségesebb és értelmesebb életet élhetnek". Fresco úgy vélte, hogy a monetáris rendszer és a vele járó folyamatok, úgy mint munkaerő és verseny, tönkreteszi a társadalmat és vissza tartja az embereket attól, hogy kihasználják teljesítőképességüket. Szerinte az elmélete a legnagyobb hasznot hoznák a legtöbb ember számára. Elmondása szerint az elmélete a nagy gazdasági világválságot megelőző évekből merít. Fresco szerint a jelenlegi globális gazdasági rendszer először át kell, hogy essen egy jelentős válságon, mielőtt az emberek elvesztik hitüket a monetáris rendszerben, míg legvégül más irányokat keresnek majd.
A Fresco által "erőforrás-alapú gazdaságnak" nevezett rendszer a projekt alapvető fontosságú eleme. Ez a rendszer a meglévő erőforrásokat használja a pénz helyett, hogy az elosztás igazságos legyen, a legemberségesebb módon. Ebben a rendszerben a termékek és szolgáltatások minden pénz használata nélkül mindenki rendelkezésére állnak.

## Erőforrás-alapú gazdaság
Az erőforrás-alapú gazdaság cserélné fel a jelenlegi monetáris gazdaságot, amely "hiány-orientált" vagy "hiány-alapú". Fresco érvelése szerint a természeti erőforrásokban és energiában gazdag föld a modern technológia és értelmes felhasználás mellett a világ lakosságát bőségesen el tudja látni.
Állítása szerint a föld erőforrásait közös örökségként kell kezelni, ami nem csupán egy kiválasztott rétegé. Az erőforrások adagolásának gyakorlata monetáris módszerekkel az emberi civilizáció ellen dolgozik.
Fresco megoldásában a leglényegesebb pont, hogy a monetáris rendszer által gerjesztett feltételek nélkül hatalmas mennyiségű erőforrást lehetne megmenteni a pocsékolástól. Az erőforrások elpazarlása helyett mindenki bőségesen jutna élelemhez és oktatáshoz.

## A Zeitgeist-mozgalom
A Venus Projekt kitüntetett helyet kapott a 2008-as Zeitgeist: Addendum dokumentumfilmben, amelyben egy lehetséges megoldásként tűnik fel a globális problémák megoldására. A filmet az 5. Artivist filmfesztiválon mutatták be először Los Angelesben, amely elnyerte a legrangosabb díjat. Ezután ingyenesen elérhetővé tették a Google video oldalán. A film bemutatását követően alapították meg a Zeitgeist-mozgalmat, amelynek az volt a szándéka, hogy támogassa a Venus Projektet. 2011-ben kiadták a Zeitgeist: Moving Forward című filmet is.